# ناحیه فولسوم، شهرستان تراورس، مینه سوتا
ناحیه فولسوم (به انگلیسی: Folsom Township) یک منطقهٔ مسکونی در ایالات متحده آمریکا است که در شهرستان تراوس، مینه‌سوتا واقع شده‌است.
 ناحیه فولسوم ۵۶٫۲ کیلومتر مربع مساحت و ۱۴۹ نفر جمعیت دارد و ۳۵۱ متر بالاتر از سطح دریا واقع شده‌است.